# 春ある国に生まれ来て
「春ある国に生まれ来て」（はるあるくににうまれきて）は、sarahの7枚目のシングル。1998年3月25日にPHOTONから発売された。

## 概要
- さくら銀行のCMソングとして使用された[1]。
- カップリングの「SKY」は、アルバムに収録された際はアレンジがなされている[3]。
- 「ふたり」以来のオリコンチャートランクインをしており、最高順位50位を記録している[1]。4回登場している[1]。
- 2023年3月22日より、サブスクリプションサービスでの配信が開始された[4]。

## 収録曲
1. 春ある国に生まれ来て [4:31]
作詞：田中章義、作曲：高橋和哉、編曲：平松靖
  - さくら銀行CMソング[1]
2. SKY [3:51]
作詞：sarah・増山龍太、作曲：sarah・Nadège Cellier・Abou el fida、編曲：NADÈGE
3. 春ある国に生まれ来て（instrumental） [4:28]

## 収録アルバム
| 曲名                 | 収録アルバム        | 発売日        | 規格品番  |
| -------------------- | ------------------- | ------------- | --------- |
| 春ある国に生まれ来て | 『真昼の夢 夜の庭』 | 1998年8月26日 | WPC6-8391 |
| SKY                  | 『真昼の夢 夜の庭』 | 1998年8月26日 | WPC6-8391 |

## カバー
| 曲名                 | 歌手     | 収録アルバム  | 発売日        | 規格品番 |
| -------------------- | -------- | ------------- | ------------- | -------- |
| 春ある国に生まれ来て | 初田悦子 | 『I Hug You』 | 2009年9月30日 | SECL-805 |